# Potojsi
Potojsi é uma montanha da Bolívia situada na cidade de Potosí.
Potojsi significa na Língua quíchua "estrondosa, arrebenta, faz explosão". Segundo uma lenda os indígenas retiravam as as riquezas para o Templo do Sol em Cuzco quando escutaram um estrondo dizendo: "Não é de vocês, Deus reserva estas riquezas para os que vêm de longe". Mais tarde os espanhóis exploraram a montanha retirando grande quantidade de prata.